# Gesomyrmex
Dimorphomyrmex, Gaesomyrmex
Genre
Synonymes
- Dimorphomyrmex André, 1892
- Gaesomyrmex Dalla Torre, 1893

Gesomyrmex est un genre d'insectes Hyménoptères de la famille des Formicidae (les fourmis).

## Publication
Le genre Gesomyrmex est décrit et publié en 1921 par l'entomologiste autrichien Gustav Mayr (1830-1908), avec comme espèce type †Gesomyrmex hoernesi Mayr, 1868.

### Citations
Le genre Gesomyrmex est cité par Barry Bolton en 2003 et en 2012, Frank Carpenter (d) en 1992, Gennady Dlussky (d) et al. en 2015, William Wheeler en 1915 et en 1929.

## Présentation
Gesomyrmex est un genre de fourmis de la sous-famille des Formicinae.
Le genre contient six espèces existantes, connues des régions indomalaises, et neuf espèces fossiles.
Parmi les espèces existantes, quatre ne sont connues que par des ouvrières (G. chaperi, G. howardi, G. kalshoveni et G. spatulatus) et deux seulement des femelles (G. luzonensis et G. tobiasi). Les espèces éteintes G. expectans et G. miegi, anciennement placées dans le genre, ont été exclues par Dlussky et al., 2009.
Les espèces vivantes sont arboricoles et construisent généralement des nids dans les brindilles des arbres.

## Liste d'espèces
- †Gesomyrmex bremii (Heer, 1849)
- †Gesomyrmex breviceps Dlussky, Wappler & Wedmann, 2009
- Gesomyrmex chaperi André, 1892
- †Gesomyrmex curiosus Dlussky, Wappler & Wedmann, 2009
- †Gesomyrmex flavescens Dlussky, Wappler & Wedmann, 2009
- †Gesomyrmex germanicus Dlussky, Wappler & Wedmann, 2009
- †Gesomyrmex hoernesi Mayr, 1868, espèce type
- Gesomyrmex howardi Wheeler, 1921
- †Gesomyrmex incertus Dlussky, Rasnitsyn & Perfilieva, 2015
- Gesomyrmex kalshoveni Wheeler, 1929
- Gesomyrmex luzonensis (Wheeler, 1916)
- †Gesomyrmex macrops Dlussky, Rasnitsyn & Perfilieva, 2015
- †Gesomyrmex magnus Dlussky, Rasnitsyn & Perfilieva, 2015
- †Gesomyrmex pulcher Dlussky, Wappler & Wedmann, 2009
- Gesomyrmex spatulatus Cole, 1949
- Gesomyrmex tobiasi Dubovikov, 2004

Fossilworks connait aussi :
- †Gesomyrmex miegi Théobald, 1937[7]

## Galerie

Quelques espèces vivantes du genre Gesomyrmex.
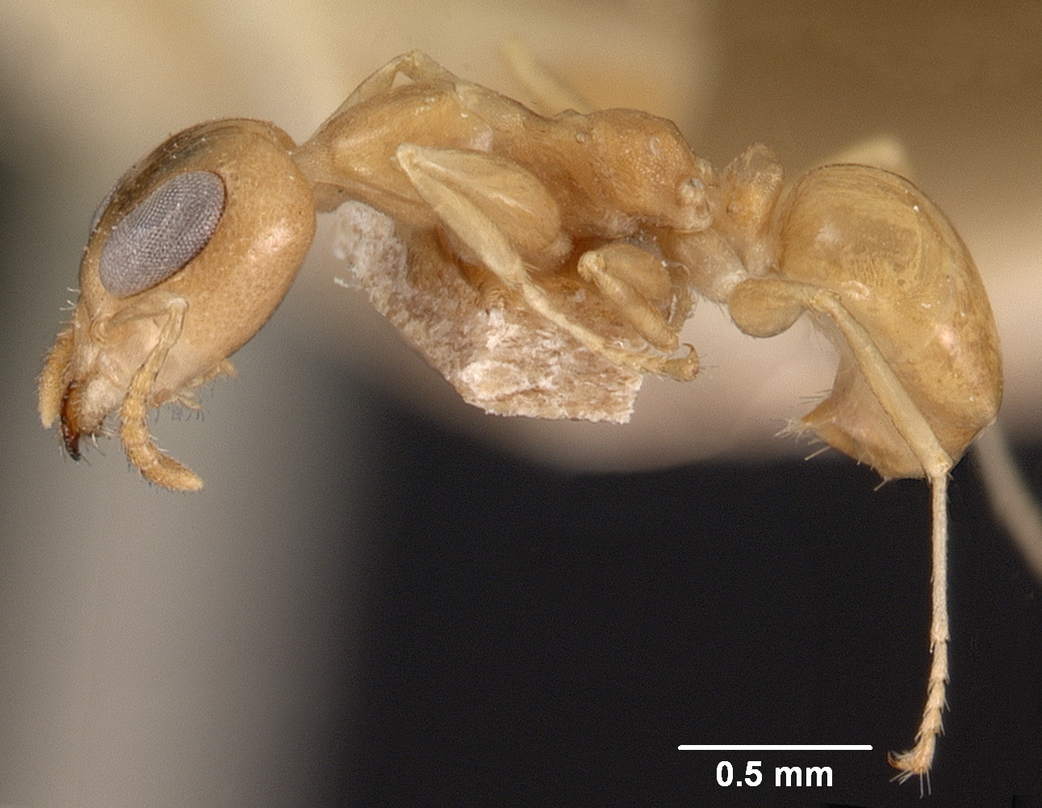
Gesomyrmex chaperi spé. casent0102086 de profil.
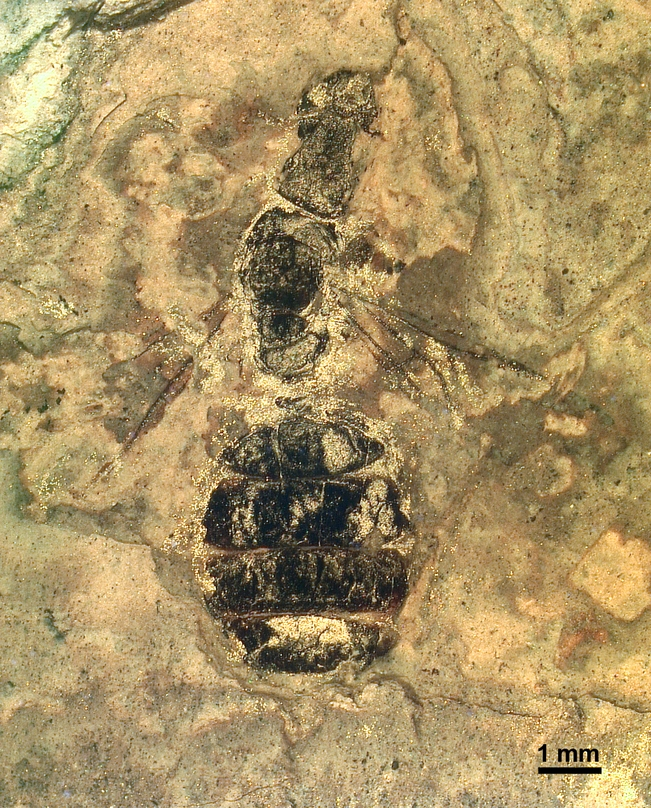
NHMMPE1997-29 Gesomyrmex germanicus.
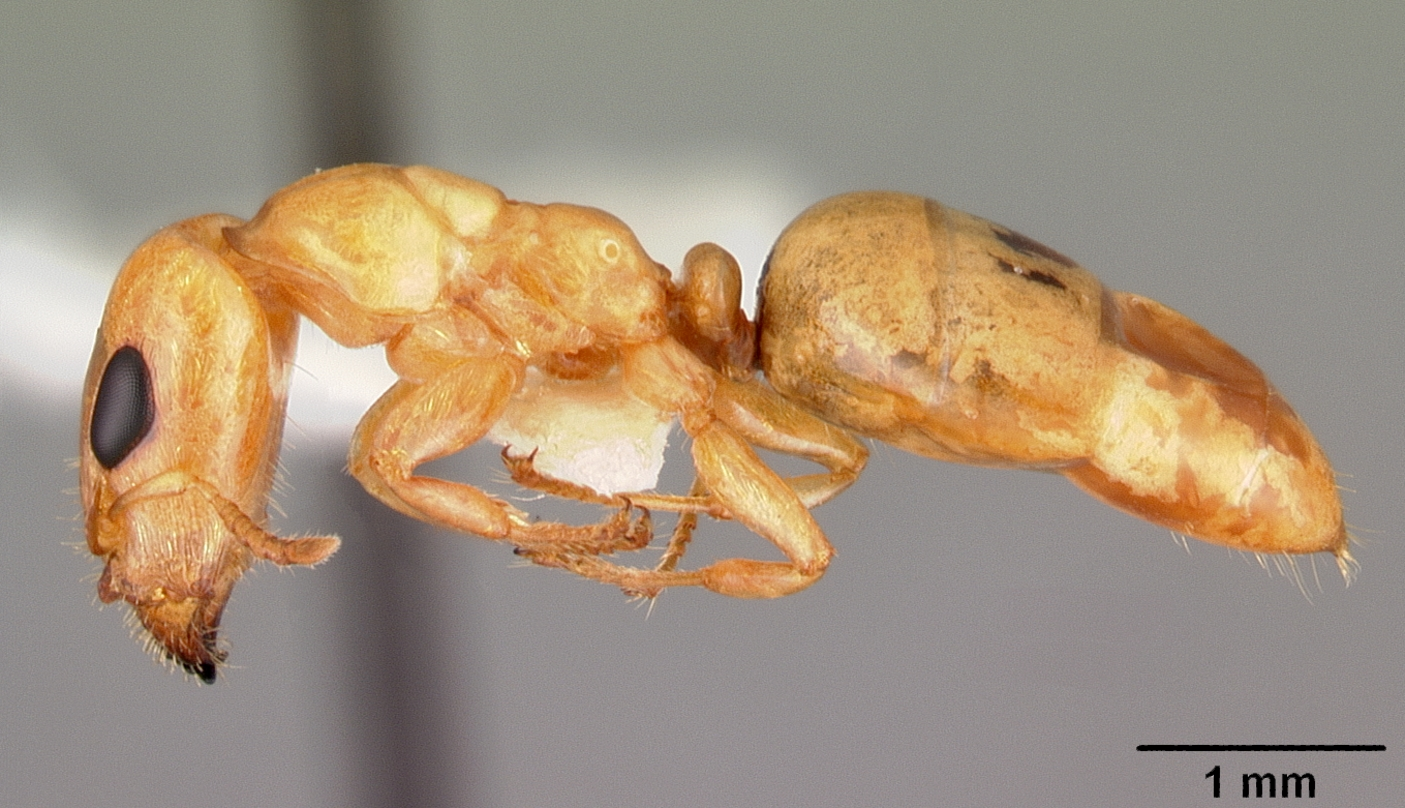
Gesomyrmex howardi spé. casent0102384 de profil.
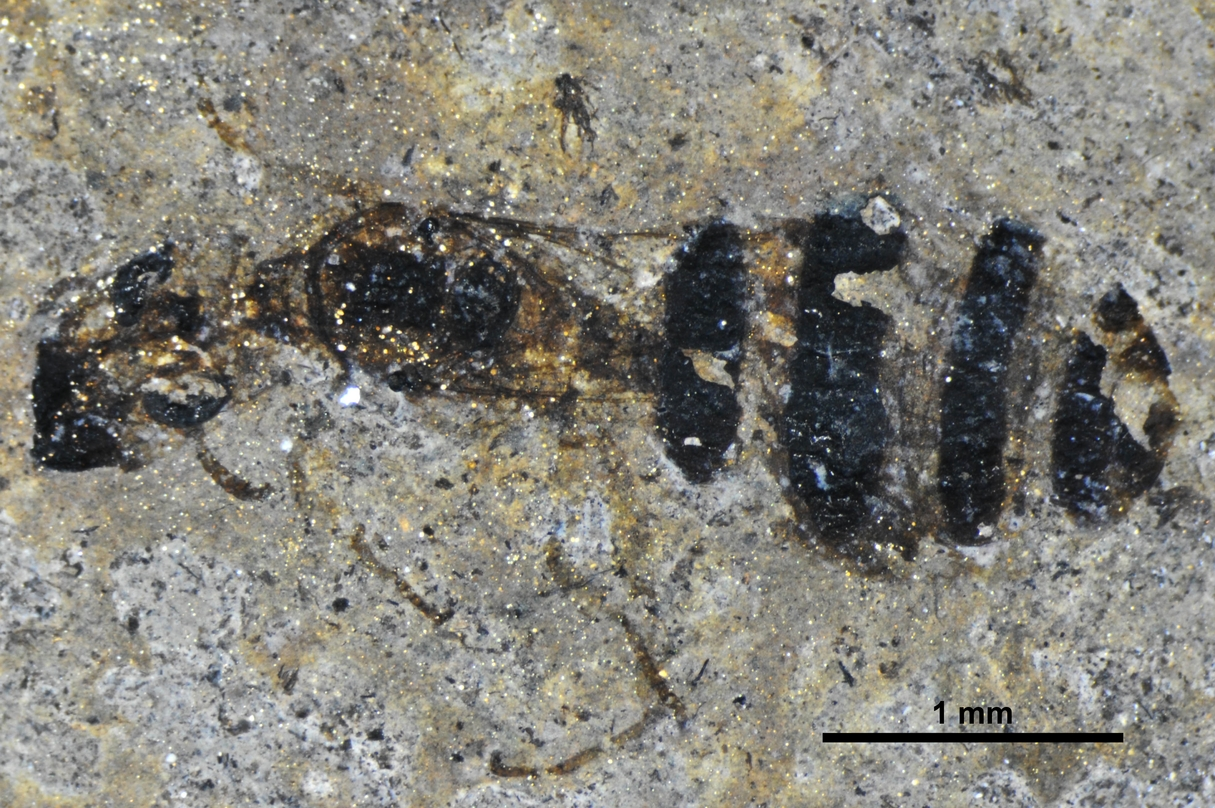
Gesomyrmex pulcher spé. SMFMEI10999.

### Publication originale
- [1868] (de) Gustav Mayr, Die Ameisen des baltischen Bernsteins. Beiträge zur Naturkunde Preussens 1:1-102, 1868.